# 일본국 헌법 상유
일본국 헌법 상유(일본어: 日本国憲法上諭)은 일본국 헌법의 머리말에 적힌 천황의 글로, 헌법을 재가하여 공포한다는 내용이 담겨 있다.

## 본문
짐은 일본 국민의 총의에 근거하여 신일본 건설의 초석이 놓이게 되었음을 심히 기뻐하며, 추밀 고문의 자순(諮詢) 및 제국 헌법 제73조에 따른 제국 의회의 의결을 거친 제국 헌법의 개정안을 재가하고, 이에 이를 공포케 한다.
어명 어새
쇼와 21년 11월 3일
내각총리대신 겸 외무대신          요시다 시게루
국무대신                         남작 시데하라 기주로
사법대신                                기무라 도쿠타로
내무대신                                오무라 세이이치
문부대신                                다나카 고타로
농림대신                                와다 히로
국무대신                                사이토 다카오
체신대신                                히토쓰마쓰 사다요시
상공대신                                호시시마 니로
후생대신                                가와이 요시나리
국무대신                                우에하라 에쓰지로
운수대신                                히라쓰카 쓰네지로
대장대신                                이시바시 단잔
국무대신                                가나모리 도쿠지로
국무대신                                젠 게이노스케

## 해설
상유의 내용은 일본국 헌법의 제정이 일본 제국 헌법 제73조의 개정 절차에 따라 이뤄졌음을 나타낸다.
여기서 해석상 문제가 되는 점은, 일본 제국 헌법과 일본국 헌법 사이에 법적 연속성이 있는지의 여부이다. 위 상유의 내용을 그대로 읽으면 일본국 헌법은 '대일본제국 헌법'을 계승한 것이기 때문에 두 헌법 사이에는 연속성이 있는 것처럼 보인다. 다만 일본국 헌법의 조문 내용을 보면 제1조에서 주권이 국민에게 있다고 명시하고 있는 반면, 일본 제국 헌법에서는 주권이 천황에게 있다고 되어 있다. 여기서 헌법 개정에는 그 어떠한 한계도 없다는 '헌법 개정 무한계설'을 적용하면 여전히 일본 제국 헌법과 일본국 헌법 사이에는 법적 연속성이 있다고 해석할 수 있다. 그러나 헌법 개정에는 일정한 한계가 있으며 '주권의 주체 이동'과 같은 헌법의 이상(理想) 자체를 바꾸어 버린 것은 개정의 한계를 넘어선 "헌법 제정"이라고 주장하는 '헌법 개정 한계설'을 적용하면 일본 제국 헌법과 일본국 헌법 사이에는 법적 연속성이 없다고 해석할 수 있다.
일본국 헌법의 상유는 일본 제국 헌법에 포함된 상유와는 달리 단순한 재가 공포문으로써 헌법의 일부에 포함되지는 않는다.